# Orso dell'Anguillara
Orso dell'Anguillara (Roma, inizi XIV secolo – prima del 1366) è stato un condottiero italiano.

## Biografia
Orso dell'Anguillara nacque a Roma nei primi anni del Trecento da Francesco dell'Anguillara e da Costanza Orsini; al fianco di suo fratello Francesco, partecipò alla vita politica romana distinguendosi particolarmente per il suo atteggiamento non costantemente chiaro verso papa Giovanni XXII.
Orso e Francesco ruppero la tradizionale fedeltà della famiglia agli interessi del Patrimonio di San Pietro, attaccando Sutri nel 1331 e minacciando di cominciare una spregiudicata politica di conquiste territoriali. Dopo alterne vicende, tra cui l'assassinio di suo fratello, coinvolto in lotte tra fazioni nobiliari le quali gli misero contro suo nipote Giovanni, figlio di suo fratello, Orso, finì per rinnovare la sua fedeltà al papato dopo essersi unito in matrimonio con Agnese Colonna.
Nel 1337 fu ospitato insieme a sua moglie Agnese nel castello di Capranica da un uomo di buona cultura, in occasione del primo viaggio a Roma di Francesco Petrarca. Nel novembre 1340 fu nominato senatore di Roma e partecipò attivamente alla vita politica cittadina. Nell'aprile del 1341 incoronò il capo del Petrarca con la corona d'alloro.
Morì prima del 1366, anno in cui la figlia Maria viene detta "condam magnifici viri Ursini comitis Anguillarie".

## Discendenza
Orso dell'Anguillara si sposò intorno al 1329 con Agnese Colonna, figlia di Stefano Colonna, da cui ebbe un'unica figlia, Maria. Anche Pietro e Domenico risultano suoi figli.